# 普遍最高限价法
《普遍最高限价法》（法語：Loi du maximum général），是在法国大革命期间作为《惩治嫌疑犯法》的一个补充条款于1793年9月29日制订。它是对1793年5月4日的《限价法令》（法語：Loi du maximum）的补充，并与其有着相同的目的：设定价格限制，判定价格欺诈，并保证法国人民的食品流通保持正常。

## 产生背景
连年革命，内部冲突，以及糟糕的气候导致法国出现严重的通货膨胀和食物短缺。尽管高低不一，各种首需商品的最高价格比1790年高1/3。1793年9月5日，无套裤汉攻入国民公会，高呼“必须获得食物，必须为此立法”。生存的基本需要让局势更为动荡。

## 全面限价法令实施
根据1793年9月29日全面限价法令的第七节：“此项法令适用于任何在最高限价以上购买或销售商品的人群......将物品的销售或可支付价格升至两倍的人应被公开指责；他们会被列入嫌疑犯名单并当作嫌疑犯对待。购买者如果告发销售者的扰乱行为他将不会被指控，每家商户必须（向政府）提交自己商户货物的最大或最高价格。”
1793年9月29日，《嫌疑犯法令》延伸至包括《全面限价法令》，虽然《嫌疑犯法令》最初只为对付反革命的皇室人员及支持者，饥饿贫困的民众也被公共安全委员会视为在国事问题以及对他们（委员会）在政府里的地位的威胁。按规定，法令针对谷粒、面粉、肉、油、洋葱、肥皂、火柴、皮革以及纸设定前置统一最高价格；这些商品的销售价格按照1790年的最高价格，上升1/3。
全面限价法令的内文充满了大量的规定和罚款，商人必须将商品最高价格的清单摆放在商店内的显眼位置好让客人看到，并在此之前必须交到警察局及政府部门再三审核。而且，法令赋予顾客到本地政府部门控诉扰乱市场价格行为的权利，并给予顾客在违法过程中及向相关部门指控商人违法行为时无关（即无罪）的权利。罚款只向违法商户征收。

## 全面限价法令对法国的影响
在1793年，法国仍在大革命时期且与普鲁士、奥地利、英国和西班牙的战争仍在持续。政府利用债务和税款在经济和政治危机中勉强支撑。大规模粮食歉收使得食物短缺，但民众却将矛头指向囤积者。
全面限价法令制定时的初衷是针对从当时法国经济状况中获益的商人，但在执行上，法令打击了本地的商店店主、屠夫、银行家和农民-那些从经济危机中获益最少的人。全面限价法令给那些自称贫穷饥饿的人提供了指责对象。更严重的是，按照嫌疑犯法令，当一个市民举报一个商人违法时，他尽到了市民的职责。
将提价和囤积食物行为定罪并没有起到多大的作用，就限制货物价格的目的而言，此法令完全可以被视为失败。一些商人发现自己商品的强制售价比生产该商品的成本还要低（例如烘制面包，种菜等），于是选择不将贵价商品公开销售，转而自己使用或者在黑市上出售。国民会议为确保全面限价法令的执行而进行的抑制、逮捕以及处决成了恐怖统治的标志之一。

## 法令的终结
最终，全面限价法令被确定为有争议及无法执行，于1794年12月废止。

## 延伸阅读
- Darrow, Margaret H. . "Economic Terror in the City: The General Maximum in Montauban." French Historical Studies 17, No. 2 (1991): 498–525.
- Popkin, Jeremy.  A History of Modern France, third edition (2006)
- White, Eugene N.  .  "The French Revolution and the Politics of Government Finance, 1770–1815."  The Journal of Economic History 55, No. 2 (1995): 227–255.